# Rugby à sept aux Jeux des îles de l'océan Indien 2023
 (août 2023).
Si vous disposez d'ouvrages ou d'articles de référence ou si vous connaissez des sites web de qualité traitant du thème abordé ici, merci de compléter l'article en donnant les références utiles à sa vérifiabilité et en les liant à la section « Notes et références ».
Navigation
Édition précédente Édition suivante
Le rugby à sept est l'une des dix-neuf disciplines sportives au programme des Jeux des îles de l'océan Indien 2023, la onzième édition des Jeux des îles de l'océan Indien, qui se déroule à Madagascar en août et  septembre 2023.
Le tirage au sort des groupes a lieu le 9 août 2023.

## Participants
- Madagascar
- Réunion
- Mayotte
- Maurice

## Tournoi masculin

### Phase de poule
| Rang | Équipe     | Pts | J | G | N | P | Bp | Bc | Diff |
| ---- | ---------- | --- | - | - | - | - | -- | -- | ---- |
| 1    | Madagascar | 0   | 0 | 0 | 0 | 0 | 0  | 0  | 0    |
| 2    | La Réunion | 0   | 0 | 0 | 0 | 0 | 0  | 0  | 0    |
| 3    | Maurice    | 0   | 0 | 0 | 0 | 0 | 0  | 0  | 0    |
| 4    | Mayotte    | 0   | 0 | 0 | 0 | 0 | 0  | 0  | 0    |

## Résultats

### Podiums
| Épreuves                   | Or | Argent | Bronze |
| -------------------------- | -- | ------ | ------ |
| Hommes résultats détaillés |    |        |        |
| Femmes résultats détaillés |    |        |        |